# Simon Ogar
Simon Ogar Veron (Lagos, 24 aprile 1987) è un ex calciatore nigeriano, di ruolo centrocampista.

## Carriera

### Club
Ogar arrivò in Norvegia nel 2004, per giocare nel Sandnessjøen. Vestì poi le maglie dello Stålkameratene e del Bodø/Glimt. Passò poi ai bielorussi del Vicebsk, prima di accordarsi con la Tarpeda Žodzina. Dal 2012, è in forza alla Dinamo Brest.
Il 7 marzo 2017 è stato ufficialmente ingaggiato dal Lida.